# Glas Eilean, Sound of Islay
Glas Eilean är en obebodd ö i de Sound of Islay, Argyll and Bute, Skottland. Ön är belägen 4 km från Jura House.